# حرب الجواهر
حرب الجواهر هو المجلد الحادي عشر من سلسلة كريستوفر تولكين بعنوان «تاريخ الأرض الوسطى» التي يحلل فيها تولكين المخطوطات غير المنشورة لوالده جون رونالد تولكين
هذا الجزء هو الثاني من قصة تضم مجلدين –باعتبار خاتم مورغوث المجلد الأول- تدور حول استكشاف مسودات سيلماريليون لعام 1951 (تلك التي كتبها جون بعد إنهائه سيد الخواتم).

## المحتويات
يشمل هذا المجلد على ما يلي:
- مسودات سيلماريليون لعام 1951.
- تشرح الرواية باستفاضة عن السنوات الرمادية (تاريخ بليرياند بعد قدوم الآلف).
- تضيف الروايات قصصًا أخرى عن هورين ومأساة أطفاله (انظر قصة أطفال هورين)، وتنتهي بقصص رحلات هورين. مع ذلك، لم تُضف للنسخة النهائية من سيلماريليون بسبب ضرورة جعل الأسلوب فيها مطابقًا للأسلوب المستخدم في بقية الكتاب؛ وهو ما اعتبره كريستوفر تولكين صعبًا للغاية وسيجعل القصة معقدة وصعبة القراءة.
- شرح كريستوفر تولكين كيف تعاون مع مؤلف الخيال المستقبلي غاي غافرييل كاي لبناء الفصل 22 من الفصل الثالث من السيلماريليون؛ لأن روايات والده حول هذا الفصل لم تكن حديثة بما يكفي لتتناسب مع الشكل النهائي للرواية. تُصوِّر النصوص القديمة ثينغول على أنه شخص بخيل لا يدفع للأقزام الأجور التي يستحقونها، وكذلك تصور القصص القديمة حصن ميليان على أنه أضعف بكثير من الحاجز الذي لا يمكن اختراقه الوارد في قصص سيد الخواتم.
- يتحدث تولكين عن أصول الإينت والنسور العظيمة.
- تناقش مجموعة «كويندي وإلدار» الأسماء الكثيرة التي أعطاها الآلف لأنفسهم في البدائية الكيندية والإلدارينية العامية وتطورها في اللغات الكوينية والتيليرينية والسندرينية؛ إذ تمتلك العديد من التفاصيل حول تاريخ الآلف وتشعبهم. تفسر المجموعة كذلك الأسماء التي أعطاه الآلف للرجال والأقزام والأورك.
- تحكي أسطورة «كويفنيارنا» الآلفية الشعبية عن قصة يقظة الآلف.

### الكتابة
يوجد كتابة في التينغوار على صفحة العنوان في كل مجلد من مجلدات سلسلة «تاريخ الأرض الوسطى» كتبه كريستوفر تولكين ليصف فيه محتويات الكتاب. يقول النقش في المجلد الحادي عشر ما يلي:
«تُسجَّل في هذا المجلد آخر كتابات جون رونالد رويل تولكين حول حروب بليرياند، ويروى هنا أيضًا كيف جلب هورين ثاليون الخراب إلى رجال بريثيل، مع الكثير من الأشياء الأخرى فيما يتعلق بإدين والأقزام وأسماء العديد من الشعوب بحسب الآلف».